# 김윤채
김윤채(1991년 11월 28일 ~ )은 한국의 여자 성우이다. 2018년 대원방송 9기 공채 성우로 입사했다. 대원방송 성우극회 소속.

## 출연 작품

### 애니메이션
- 듀비카 2 - 준표
- 라디앙 - 울미나
- 마법사 프리큐어! - 미래 엄마, 에밀리
- 신 도라에몽 - 보로, 매니저
- 원피스 (애니박스) - 스칼렛, 오츠루
- 유희왕 VRAINS - 하루
- 페어리 테일 - 디마리아
- 호빵맨 (애니원)
- 알쏭달쏭 캐치! 티니핑 (재능TV) - 얌얌핑

## OST
- 소공녀 세라 엔딩 해라바기 한다.

### 특촬물
- 가면라이더 빌드(대원방송) - 안치영
- 가면라이더 지오(대원방송) - 오라
- 파워레인저 루팡포스 VS 패트롤포스(대원방송) - 어린 새벽
- 파워레인저 다이노소울(대원방송) - 오토

### 게임
- 던전 앤 파이터 - 탐욕의 아머시스타스
- 쿠키런: 킹덤 - 무화과맛 쿠키